# Kazuhiko Takemoto
Kazuhiko Takemoto (竹本 一彦 Takemoto Kazuhiko?, nacido el 22 de noviembre de 1955 en Aichi) es un exfutbolista y actual entrenador japonés. Actualmente se desempeña como entrenador del Tokyo Verdy Beleza de la WE League, máxima división del fútbol femenino japonés.

## Clubes

### Como entrenador
| Club                 | País  | Año       |
| -------------------- | ----- | --------- |
| Yomiuri-Seiyu Beleza | Japón | 1986-1996 |
| Gamba Osaka          | Japón | 2001      |
| Kashiwa Reysol       | Japón | 2005      |